# سفارت ایالات متحده آمریکا، اتاوا
سفارت ایالات متحده آمریکا، اتاوا (انگلیسی: Embassy of the United States, Ottawa) در شهر اتاوا کانادا قرار دارد. ساختمان فعلی این سفارت در سال ۱۹۹۹ میلادی افتتاح گردید.